# Ichneumon validicornis
Ichneumon validicornis är en stekelart som beskrevs av Holmgren 1864. Ichneumon validicornis ingår i släktet Ichneumon och familjen brokparasitsteklar. Arten är reproducerande i Sverige. Inga underarter finns listade i Catalogue of Life.